# Tierra Lleunesa
Tierra Lleunesa (pomeni Leonska zemlja v leonščini) je teroristična organizacija, ki je nastala 1986 v Leonu, v Španiji. Člani so bili leonski nacionalisti, hkrati tudi marksisti in leninisti.
Organizacija je naredila nekaj bombnih napadov zlasti zoper urade avtonomne skupnosti Kastilija in Leon. Ena teh bomb je eksplodirala v roki policista na gasilski postaji.
Tierra Lleunesa od devetdesetih let 20. stoletja ni dala slišati o sebi.